# Slovenska pozno operjena kokoš
Slovenska pozno operjena kokoš (z okrajšavo SPOK) je slovenska tradicionalna pasma domače kokoši. Glede na proizvodni tip slovenska pozno operjena kokoš sodi med težke oziroma mesne pasme, ki se jih uporablja za prirejo pitovnih piščancev (brojlerjev). Od leta 2013, ko so zaradi finančnih težav iz seznama črtali prav tako težki slovensko zgodaj operjeno kokoš in slovensko pitovno kokoš, je edina mesnata pasma, ki sodi med slovenske tradicionalne pasme domačih živali. Za pasmo so značilne z belim perjem pokrite živali, ki se v mladosti le počasi operjajo (izvor imena).

## Zgodovina in razširjenost
Za zarodnika slovenske pozno operjene kokoši se šteje tuja široko razširjena ameriška pasma bela plimutka, ki so jo okoli leta 1960 v večjem številu prenesli na selekciji namenjeno farmo Neverke pri Pivki. Pri nastajanju pasme naj bi sodelovale tudi ptice nekaterih drugih selekcij. Na Raziskovalni postaji Rodica so začeli s postopnim oblikovanjem slovenske pozno operjene kokoši; odbirali so predvsem živali, ki so se v primerjavi z drugimi osebki operjale razmeroma pozno. Tovrstne kokoši so zatem uporabili za oblikovanje prvotne linije, ki so jo nadalje čistopasemsko širili in obenem opravljali selekcijo. V današnjem času se pasmo goji predvsem na ljubljanski Biotehniški fakulteti, Oddelku za zootehniko. Slovenska pozno operjena kokoš naj bi leta 2020 štela približno 340 glav živali, pri čemer je trend v rahlem naraščanju, četudi je bilo leta 2006 popisanih le nekoliko manj kokoši, okrog 320.

## Značilnosti

### Izgled
Kokoši slovenske pozno operjene pasme pokriva belo perje (brez posebnih vzorcev), ki je pogosta lastnost brojlerjev, saj so kadavri takšnih živali na pogled ličnejši (kokoši z barvitim perjem na koži ohranijo temno obarvane tulce peres). Živali se operjajo počasi; pri križanju počasno operjajoče se kokoši s petelinom, ki se operja zgodaj, se lahko tako imenovane avtoseks potomce seksira (ločuje po spolu) glede na hitrost operjanja. Hrbet in prsi so praviloma široke in močno izoblikovane. Na vrhu glave imajo domače kokoši enostaven (in enojen) rdeč greben srednje višine, oči so rumene barve, na spodnjem delu glave se nahajajo rdeče obarvani majhni priuhki. Slovenska pozno operjena kokoš ima rumenkaste noge, rumene barve je tudi kokošja koža. Petelini v povprečju dosežejo 4,5 kg (4,3–4,7 kg) telesne teže, kokoši so s svojimi povprečnimi 3,0 kg (2,8–3,2 kg) nekoliko lažje. Nastop spolne zrelosti (nesenja prvega jajca) se zgodi po dopolnjenih 24 do 25 tednih starosti.

### Reja in uporabnost
Slovenska pozno operjena kokoš je namenjena različnim načinom intenzivne reje; v začetku so kokoši nastanjene v klasičnih kurnicah, ki so osvetljevane periodično, po vnaprej določenem programu. Ko živali dopolnijo 16 tednov starosti, jih rejci navadno premaknejo v različne mogoče rejske načine. Delež kokoši se vzgaja v okviru baterijske reje, kjer živali bivajo v obogatenih baterijskih kletkah. Nekatere ptiče gojijo kombinirano, pri čemer kure živijo tako na stelji kot tudi na rešetkah, medtem ko so preostale kokoši del talne reje na nastilu (stelji). Pasma je primerna tudi za ekološke rejske načine.
Ptiči spadajo med težke oziroma mesnate pasme, ki so v glavnem namenjene prireji (pitanju) pitovnih piščancev (brojlerjev) in pridobivanju piščančjega mesa. Manj intenzivno kokoši slovenske pozno operjene pasme služijo kot nesnice, ki ležejo svetlo rjava valilna jajca. V povprečju takšna nesnica letno proizvede okrog 200 jajc, ki tehtajo 60 g. Ta slovenska tradicionalna kokoš je pomembna tudi za pridobivanje pitovnega (težkega) večpasemskega komercialnega križanca znamke Prelux, ki nosi ime prelux-BRO. Slovenska pozno operjena kokoš v tem primeru opravlja vlogo starostarševske očetovske pasme za prirejo mater brojlerja prelux-BRO (petelina slovenske pozno operjene kokoši se pari s kokošjo slovensko zgodaj operjene kokoši, ženske potomce se nato križa s petelini slovenske pitovne kokoši, nakar se izvali prelux-BRO).